# San Valentino della Collina
San Valentino della Collina è una frazione del comune di Marsciano (PG).
Il paese è situato in collina (304 m s.l.m.), sulla strada statale marscianese che collega Marsciano a Perugia, a circa 18 km da Perugia e circa 14 km a nord di Marsciano. Sono 313 i residenti.

## Storia
Nei secoli passati la località era nota anche con il nome di San Valentino in Filonce, essendo Filonce un toponimo locale. La pieve di San Valentino è nominata nel 1163, con il "Castrum Sancti Valentini", nel diploma imperiale concesso da Federico I al Vescovo di Perugia.
Nel 1311 era una Villa, mentre prima del 1380 venne elevata al rango di Castello.
Nel 1809 la località venne annessa a Deruta dal governo francese; con il successivo ritorno del dominio pontificio, passò sotto la giurisdizione di Marsciano. Nota per l'assenza di piazze fino al giugno 1998, quando fu inaugurata la "Piazza dell'Arcobaleno"

## Economia
Nel XVII secolo a S. Valentino si teneva una rinomata ed affollata fiera di bestiame, che attirava acquirenti dall'intero circondario.
Nel paese si trovano tuttora alcune manifatture dove è possibile ammirare ed acquistare gli antichi tessuti della tradizione umbra, realizzati al telaio su disegni originali.
In tempi più recenti, un grande mangimificio (Checcarini S.p.A.) ha modificato l'originario profilo del paese, con la costruzione di un grande edificio in cemento usato per la produzione e lo stoccaggio di alimenti per la zootecnica, assicurando tuttavia un discreto ritorno economico (al 2005, 40 dipendenti e 16 MEUR di fatturato).
Inoltre, la costruzione di terrazzamenti per oliveti e vigneti ha permesso la produzione di un
vino DOC, che viene esportato con l'etichetta di "Rosso di San Valentino della Collina".
Il 14 febbraio viene celebrata la Festa di san Valentino, patrono del paese, e la seconda domenica di maggio si svolge una celebrazione religiosa in suo onore, con la statua del santo portata in processione per le vie del paese. In concomitanza con la processione si svolge la Sagra della ciliegia.

## Monumenti e luoghi d'arte

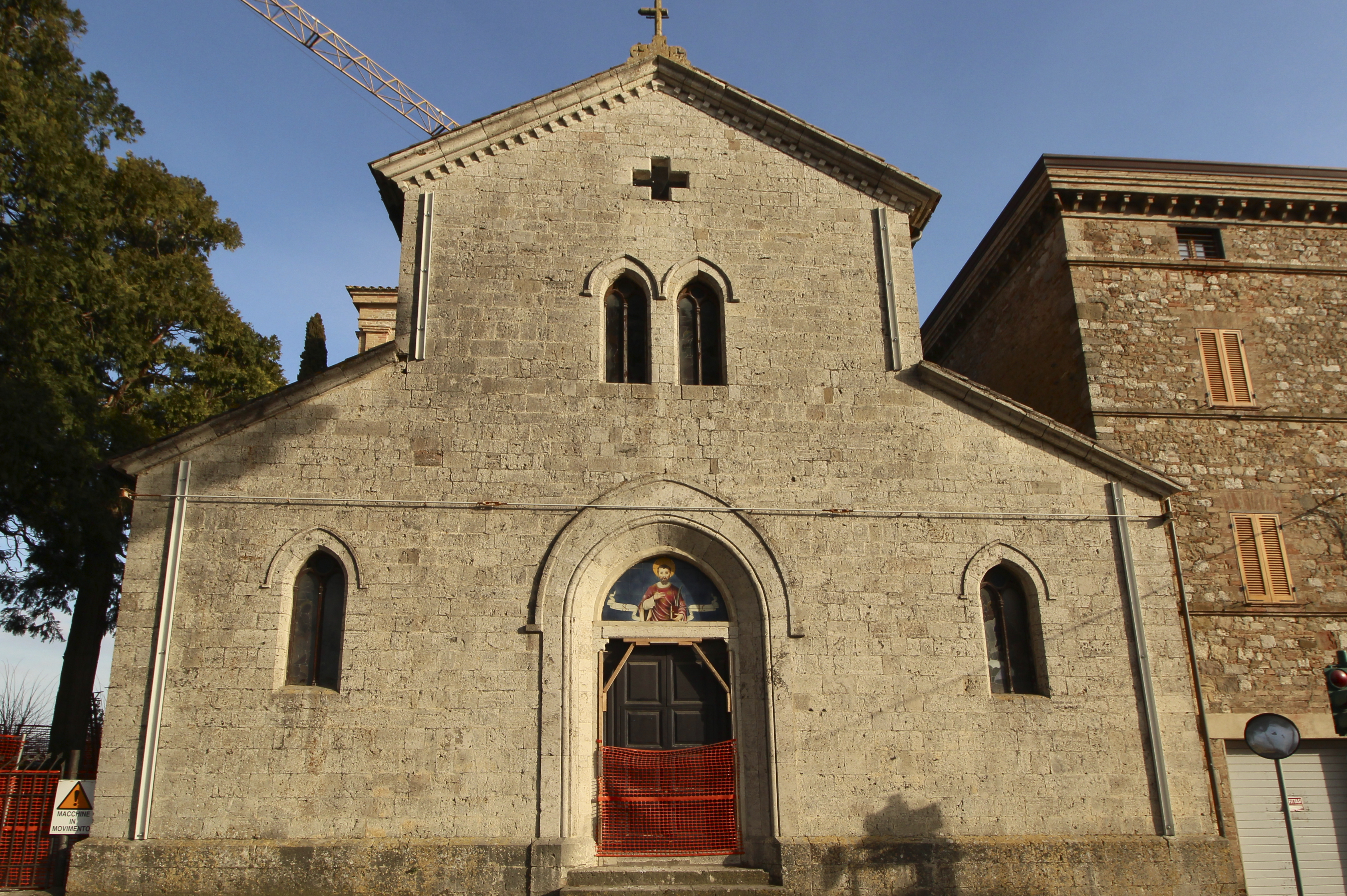
La chiesa di San Valentino

- Chiesa di San Valentino (XII secolo, anche se si parla del monastero di Filonce nel diploma dell'imperatore Enrico III, risalente al 1047).
- Chiesa di San Montano (1030), ceduta intorno alla metà dell'XI secolo ai monaci benedettini di San Pietro di Perugia. Essi la convertirono in monastero sino al 1753, quando fu ceduta alla Compagnia del SS. Sacramento di San Valentino. Nel 1749, durante un restauro, fu trovata un'urna etrusca, si dice contenente le ossa di San Montano. Verso la fine del XVII secolo la chiesa venne demolita e i materiali di risulta furono utilizzati per costruire la facciata della chiesa attuale.
- Fonte Ranocchia, famosa per la bontà e leggerezza dell'acqua, e per il ritrovamento (nel 1904) di una tomba etrusca a camera. Dotata di porta in travertino, in essa vennero trovati i tripodi bronzei "Loeb", del V secolo a.C., raffiguranti dei leoni ed un cavaliere alato, ora esposti al Deutsches Museum di Monaco di Baviera.

## Società
Abitanti censiti

## Sport

### Associazioni sportive
- Atletico San Valentino (calcio)